# Мозецо (Новара)
Мозецо је насеље у Италији у округу Новара, региону Пијемонт.
Према процени из 2011. у насељу је живело 179 становника. Насеље се налази на надморској висини од 158 м.